# Pascoea spinicollis
Pascoea spinicollis là một loài bọ cánh cứng trong họ Cerambycidae.